# Museo Arqueológico de Sifnos
El Museo Arqueológico de Sifnos es un museo de Grecia ubicado en dos emplazamientos distintos de la isla de Sifnos, en el archipiélago de las Cícladas.

## Kastro
El museo más antiguo de la isla se encuentra en un edificio histórico de Kastro que, tras un proceso de restauración, fue inaugurado como museo en 1986. 
Contiene una colección de objetos procedentes de yacimientos arqueológicos de la isla. Entre ellos se encuentra una serie de esculturas que abarcan periodos comprendidos entre la época arcaica y la época romana y que incluyen estatuas, estelas funerarias y decoración arquitectónica. Por otra parte, hay una colección de cerámica desde el periodo geométrico hasta el helenístico. También hay monedas. Entre los objetos más destacados se hallan una cabeza de kuros de mármol, un capitel jónico —ambos del siglo VI a. C.—, la cabeza de una estatua femenina de mármol, —del siglo IV a. C.— y una lápida sepulcral de mármol del periodo helenístico.

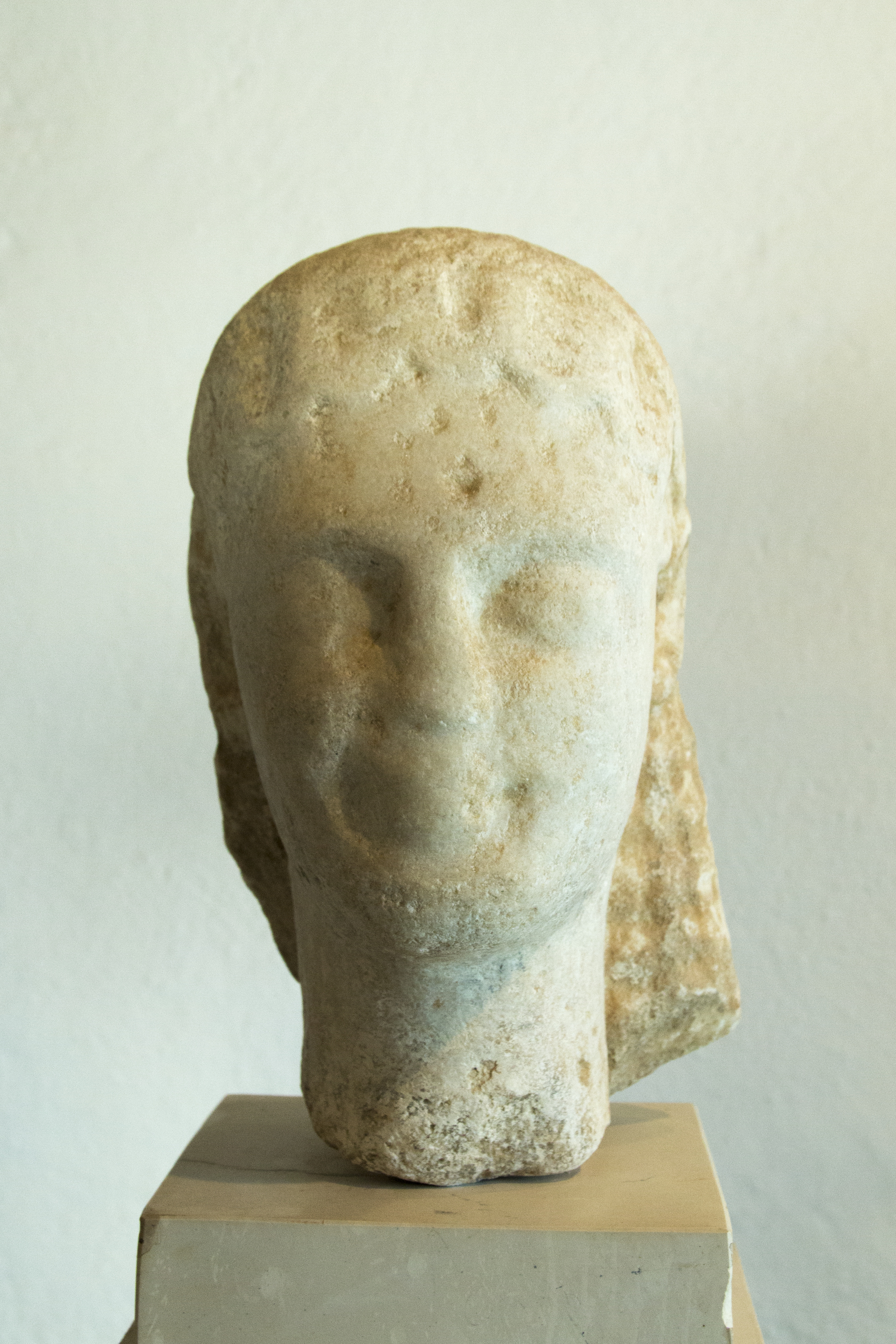
Cabeza de Kuros, hacia 550 a. C.
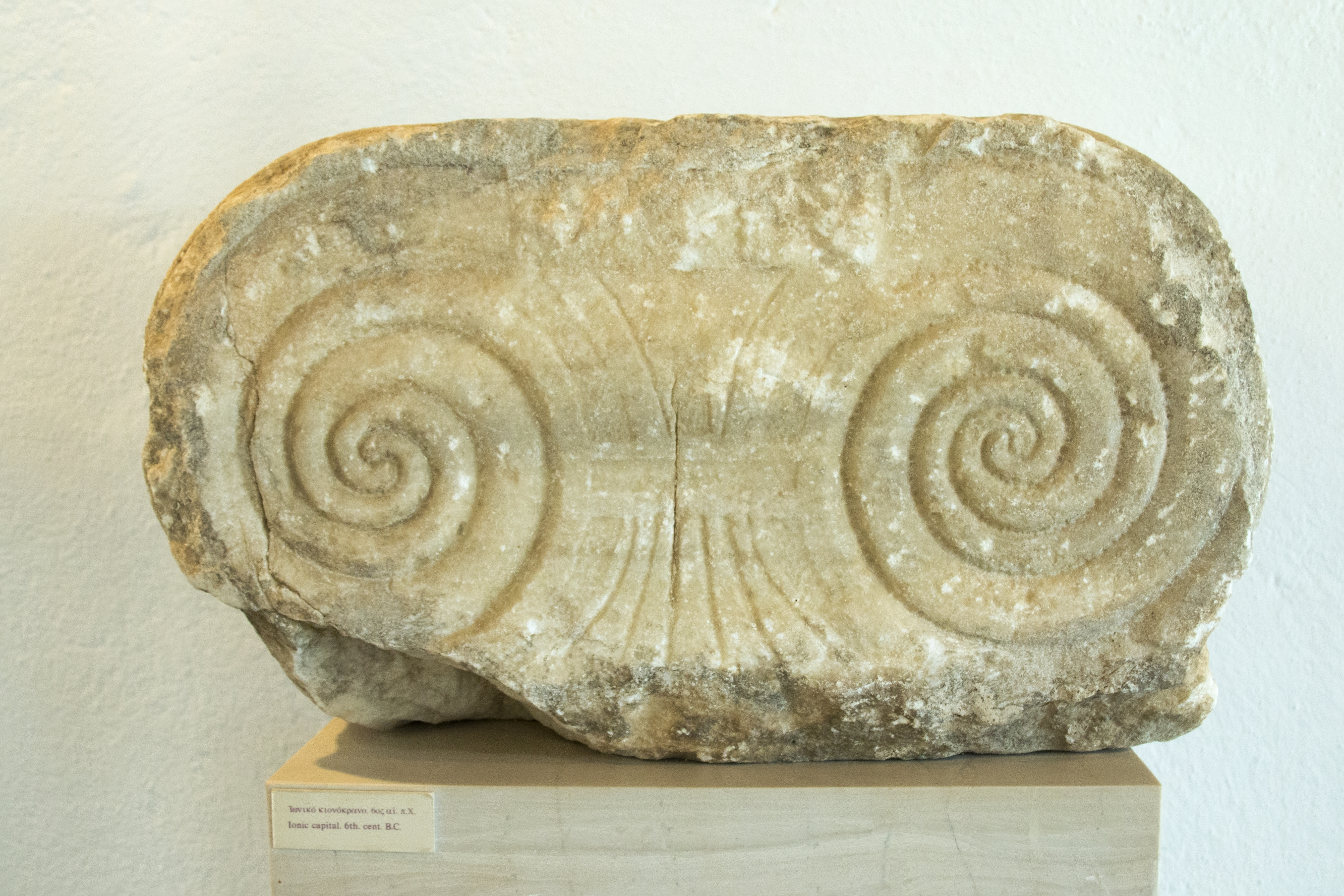
Capitel jónico, del siglo VI a. C.
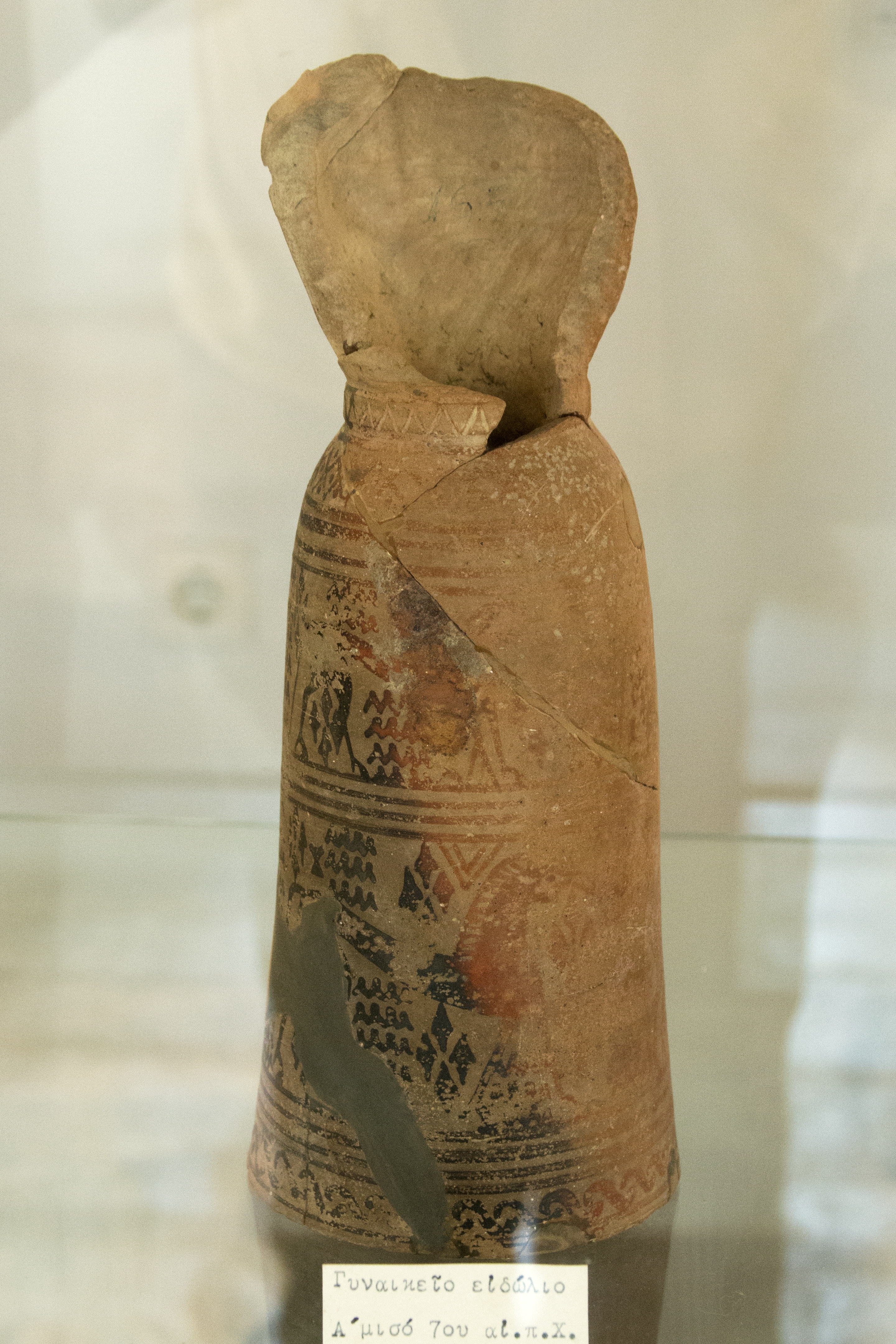
Torso de terracota de una estatua femenina, del siglo VII a. C.
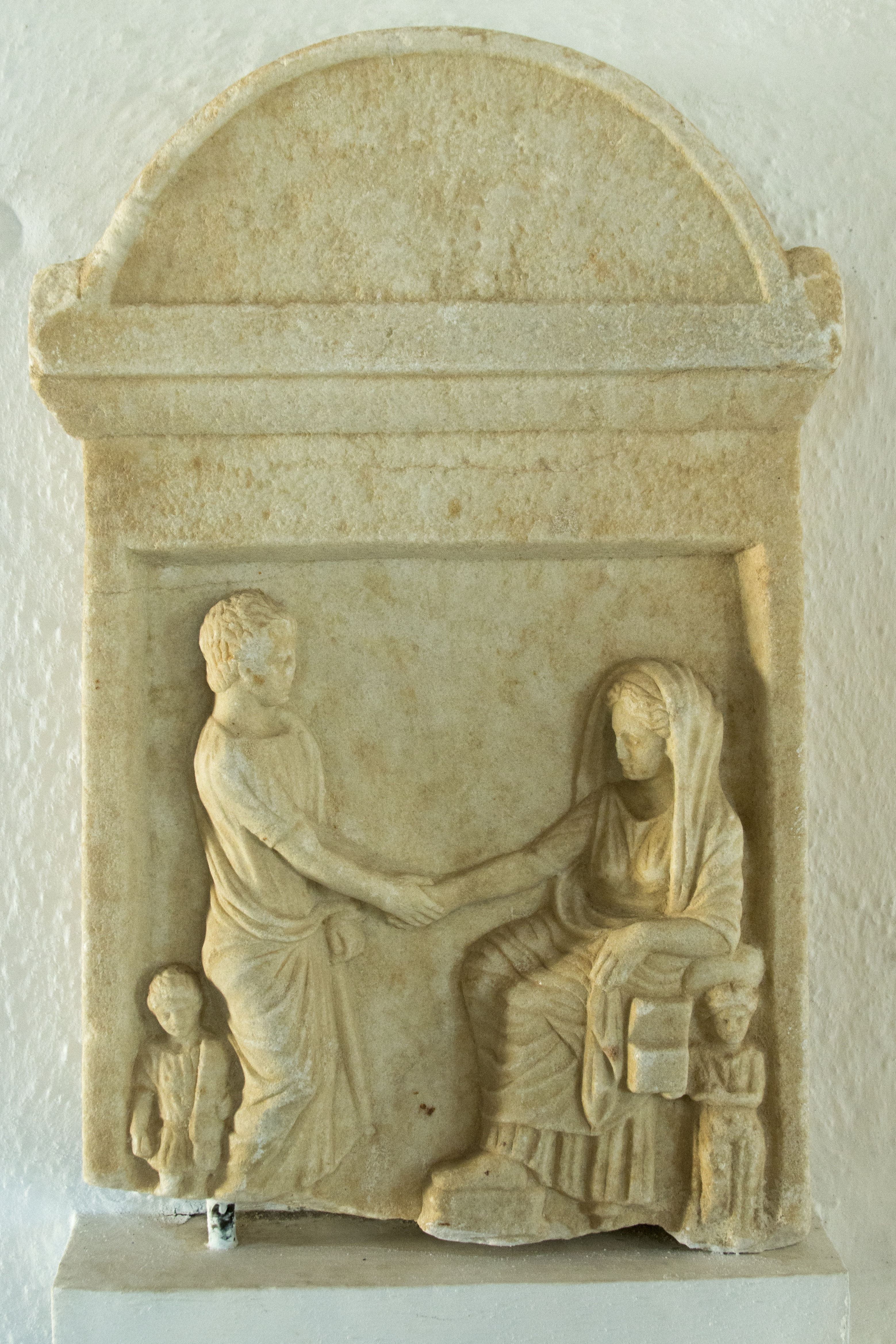
Estela funeraria del periodo helenístico.

## Agios Andreas
Además, desde el año 2010 funciona otra sección del museo arqueológico en un pequeño edificio situado en las inmediaciones del yacimiento arqueológico de Agios Andreas, que contiene hallazgos del periodo micénico y también de épocas posteriores procedentes de las excavaciones del mencionado yacimiento.

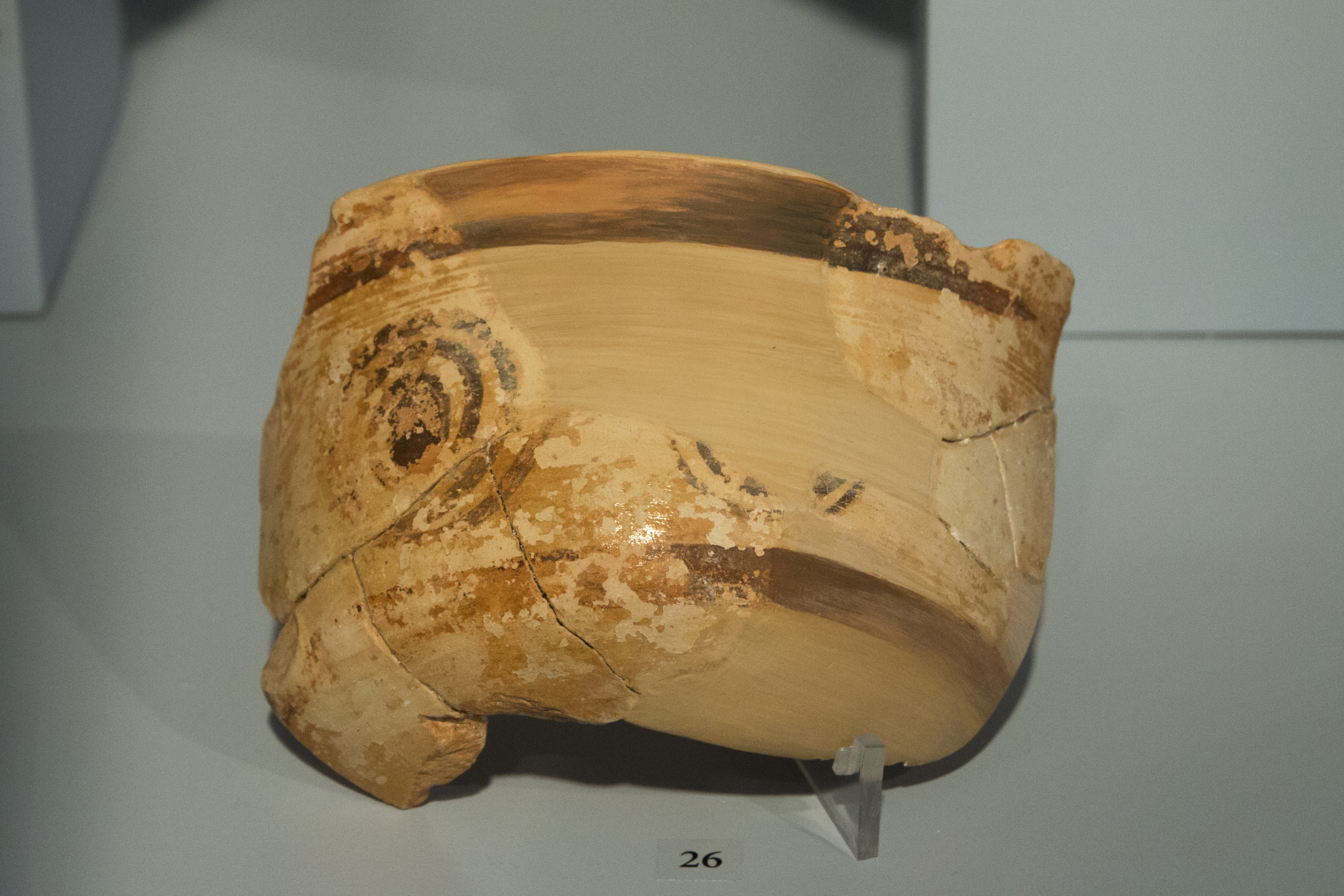
Copa micénica
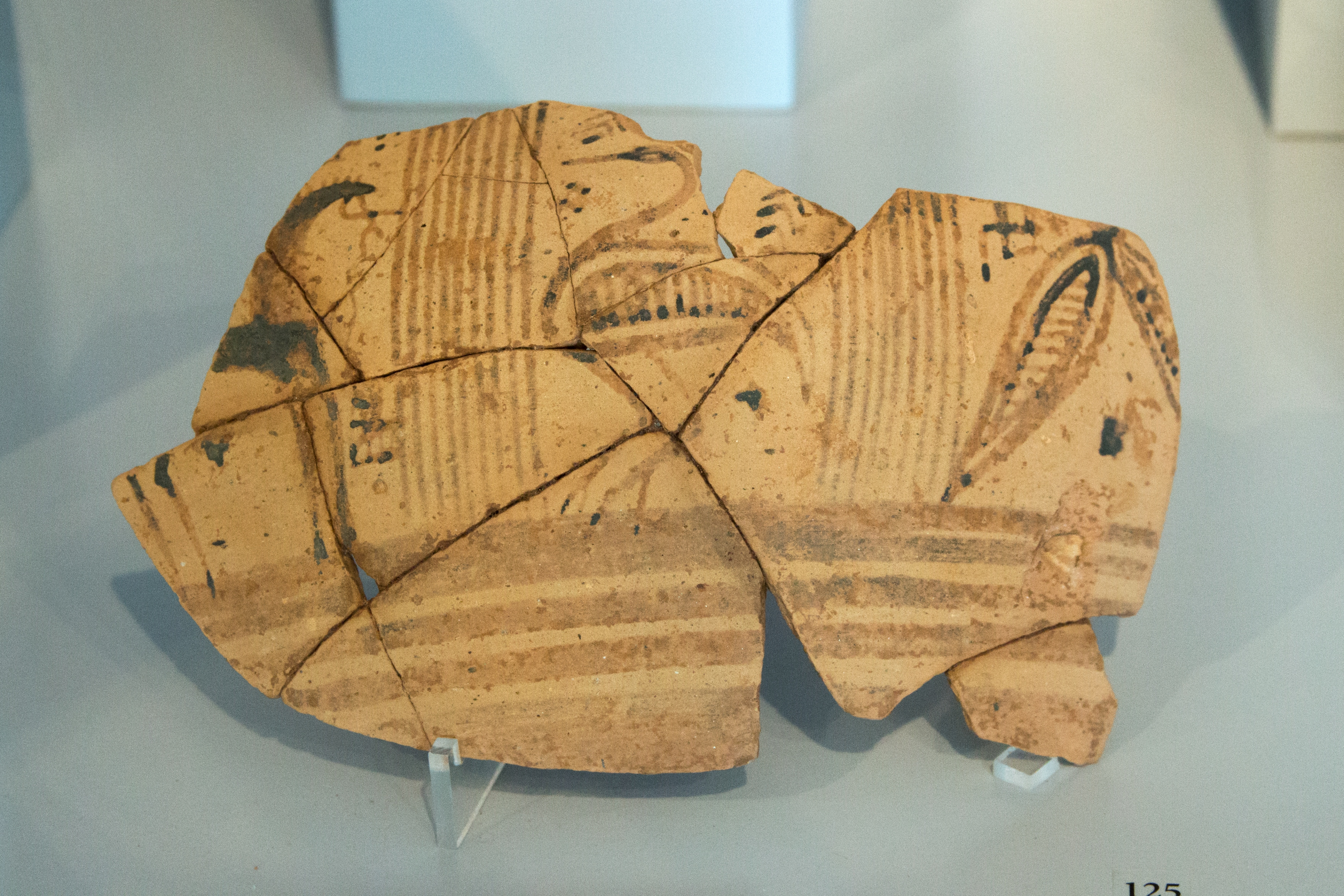
Fragmento de cerámica del periodo geométrico tardío (750-700 a. C.)
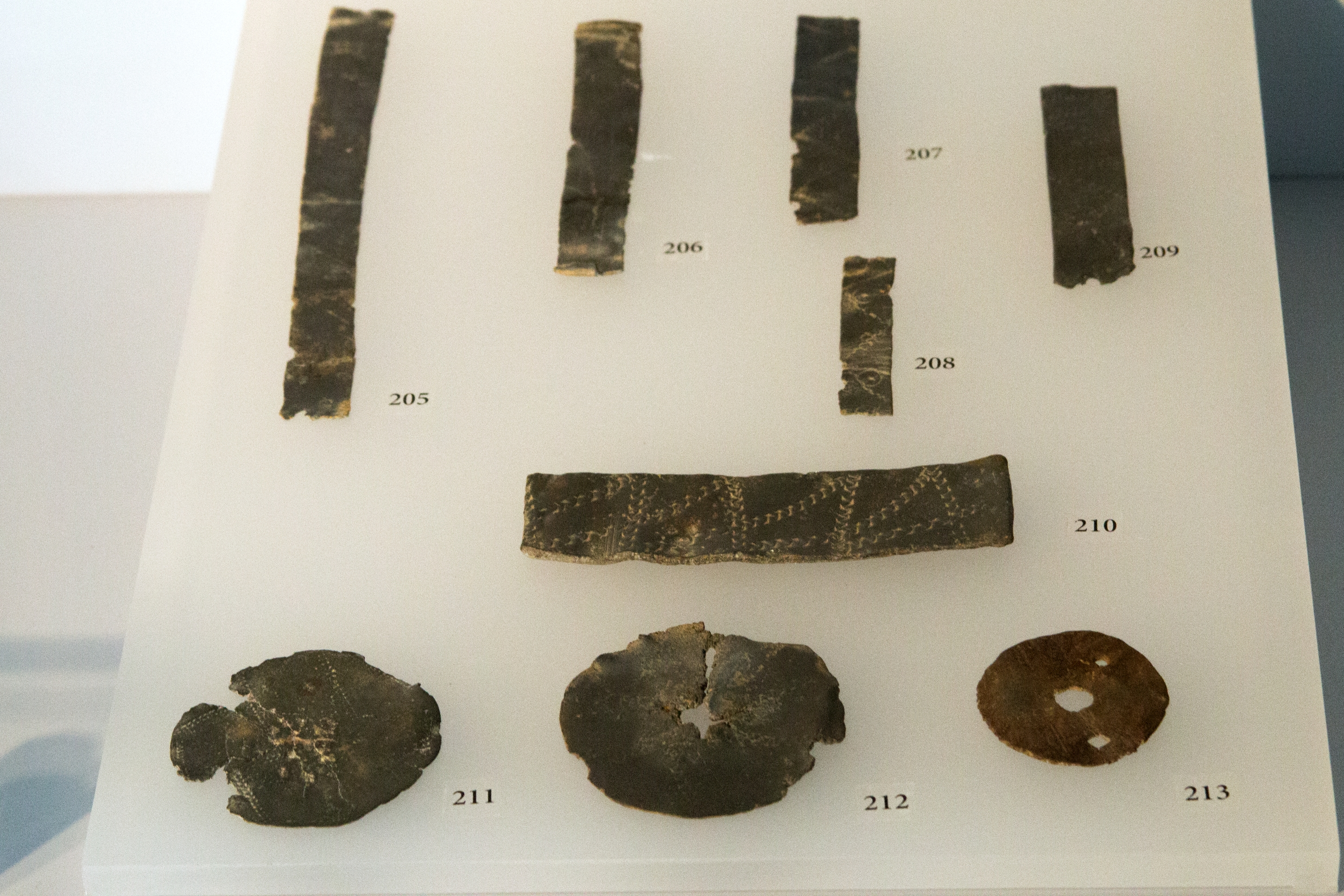
Bandas y discos metálicos.